# 嘉峰站
嘉峰站是一个位于山西省沁水县嘉峰鎮的铁路车站，建于1995年，目前为二等站，邮政编码为048204。目前客运：办理旅客乘降；行李、包裹托运；货运：办理整车货物发到。

## 歷史
- 建于1995年。

## 外部連結
- 中国铁路客户服务中心（页面存档备份，存于）